# Jacinto Lucas Pires
Jacinto de Almeida Garrett Lucas Pires (Porto, 14 de Julho de 1974) é um escritor, realizador e encenador português.

## Biografia

### Nascimento e formação
Nasceu na cidade do Porto, em 1974. É filho do professor e político Francisco Lucas Pires.
Frequentou o curso de Direito na Universidade Católica de Lisboa, e foi aluno da New York Film Academy, nos Estados Unidos da América.

### Carreira
Exerce como escritor, tendo publicado romances, crónicas e contos. A sua primeira obra foi Livro Usado, publicado em 2001, enquanto que em 2004 lançou o romance Do Sol, seguindo-se o romance Perfeitos milagres, de 2007, tendo estas obras sido comercializadas pela editora Cotovia. No ano seguinte editou o livro de contos Assobiar em público, em 2011 o romance O Verdadeiro Actor, ambos publicados pela empresa Cotovia, tendo em 2011 lançado igualmente a obra VAMOS, em parceria com o fotógrafo Tiago da Cunha Ferreira, pela Fundação Calouste Gulbenkian. Escreveu livros infantis para a série do pinguim Quem, em colaboração com a ilustradora Sara Amado, que foram publicados pelas Edições Paulinas em 2015. No ano seguinte publicou o livro de contos Grosso Modo, que foi a última obra lançada pela editora Cotovia. Em 2018 editou o romance A Gargalhada de Augusto Reis, e dois anos depois Oração a que faltam joelhos, ambos publicados pela Porto Editora. Em 2021 foi a vez do livro de contos Doutor Doente, pela empresa Húmus.
As suas obras também foram publicadas no estrangeiro, incluindo nos Estados Unidos da América, Brasil, Espanha, França, Croácia, Noruega e Tailândia. Alguns dos seus contos também foram inseridos em várias antologias portuguesas, e em colectâneas na Alemanha, em França, em Itália, na Bulgária, no Brasil e em Espanha. Em Abril de 2008, participou no Festival do Primeiro Romance, na Feira do Livro de Budapeste, a convite do Instituto Camões. Em Novembro de 2013 esteve nos Estados Unidos da América para divulgar a versão em inglês do seu livro O Verdadeiro Actor, tendo participado numa sessão literária na escola Luís de Camões, em Newark, e num encontro no Centro Lusófono da Universidade de Nova Jérsia, organizados pela Coordenação do Ensino Português nos Estados Unidos. Em Março de 2021 foi entrevistado pela cadeia de rádio Renascença sobre o seu livro Doutor Doente, e os efeitos da Pandemia de Covid-19 sobre a sua carreira de escritor.
A sua carreira passou igualmente pelo cinema, tendo escrito e realizado três curtas-metragens, Cinemaamor em 1999, B. D. em 2004, e Levantamento, em 2014, e em 2017 foi o realizador do filme Triplo A. O filme Cinemaamor recebeu o prémio cine-clube, no Festival de Cinema Luso-Brasileiro de Santa Maria da Feira. Escreveu igualmente várias curtas-metragens para outros realizadores. Também colabora em jornais e revistas, tendo escrito uma crónica para o jornal O Jogo. Integra a banda Os Quais, que em 2019 editou o disco Geral. Destacou-se também no teatro, onde colabora com vários grupos e encenadores, tendo vários dos seus argumentos sido levados à cena por grandes nomes do teatro nacional, como Manuel Wiborg, Ricardo Pais, Marcos Barbosa e João Brites. Faz parte da companhia de teatro Ninguém. Algumas das suas obras literárias são adaptações de peças teatrais, como Universos e frigoríficos, Figurantes Sagrada Família, publicada em 2010, e Canto da Europa, tendo esta última sido escrita para o Teatro Nacional D. Maria II, e publicada em livro em 2020, pela editora Bicho do Mato. Também escreveu a peça Profecia do Princípio do Mundo, sobre o Padre António Vieira, contendo alguns textos daquela figura histórica. Em 2021 entrou em funcionamento o primeiro Centro Internacional de Dramaturgia, na cidade da Guarda, tendo sido inaugurado com um festival de teatro em homenagem à obra de Jacinto Lucas Pires.
Em 2008 foi homenageado com o Prémio Europa - David Mourão-Ferreira, organizado pela Universidade de Bari e pelo Instituto Camões. Em 2011 foi laureado com o Prémio José Carlos Belchior, do Colégio de São João de Brito, em Lisboa. Em 2013 recebeu o Grande Prémio de Literatura DST pela sua obra O Verdadeiro Actor. Em Setembro de 2021 foi honrado com o Prémio John Dos Passos, da Secretaria Regional do Turismo e Cultura da Madeira, pela sua obra Oração a que Faltam Joelhos, publicada no ano anterior.

## Obras
Entre as suas obras encontram-se: 
- Para averiguar do seu grau de pureza : treze prosas com janelas, Cotovia, 1997
- Universos e frigoríficos, Cotovia, 1997
- Azul-Turquesa, Cotovia, 1998
- 2 filmes e algo de algodão, Cotovia, 1999
- Arranha-céus, Cotovia, 1999
- Abre para cá, Círculo de Leitores, 2001
- Livro usado: (numa viagem ao Japão), Cotovia/Fundação do Oriente, 2001
- Escrever, falar: dois diálogos e um monólogo, Cotovia, 2002
- Do sol: romance, Cotovia, 2004
- Livro usado, Cotovia, 2004
- Figurantes e outras peças: figurantes, Coimbra B: os dias de hoje: teatro, Cotovia, 2005
- O homem da bola de vidro cortada ao meio, Expresso, 2004
- Tudo e mais alguma coisa, Visão, 2006
- A expressão "dores de crescimento nas sociedades contemporâneas" no âmbito da sociologia actual, Cotovia, 2005
- Perfeitos milagres: romance, Cotovia, 2007
- Silenciador: teatro, Cotovia, 2008
- Assobiar em público: antologia de contos, Cotovia, 2008
- Sagrada família: teatro, Cotovia, 2010
- O perfeito ator: teatro, Cotovia, 2011
- Ou sim, Imagine Words, 2013
- Quem conhece a alegria, Coleção Quem, Paulinas Editora, 2015
- Quem espera, Coleção Quem, Paulinas Editora, 2015
- A gargalhada de Augusto Reis, Porto Editora, 2018
- Oração a que faltam joelhos, Porto Editora, 2020
- Doutor Doente, Húmus, 2021